# Удрай (озеро, Маевская волость Новосокольнического района)
Удрай или Удрай Большой — озеро в Маевской волости Новосокольнического района Псковской области. Расположено на северных склонах Вязевских возвышенностей.
Площадь — 1,5 км² (152,7 га; с островами — 162,0 га). Максимальная глубина — 8,6 м, средняя глубина — 3,2 м.
Вблизи озера расположены деревни: Путилово, Машарино.
Проточное. Относится к бассейну реки Большой Удрай (в верховье — Удрай), притока Насвы, впадающей в Ловать.
Тип озера лещово-уклейный. Массовые виды рыб: лещ, щука, плотва. уклея, окунь, густера, ерш, красноперка, карась, линь, налим, язь, вьюн, щиповка; широкопалый рак (единично).
Для озера характерны: в литорали — песок, глина, камни, заиленный песок, ил, в центре — ил, заиленный песок, песок, камни, на берегу — леса, луга, болото.